# Народы мунда

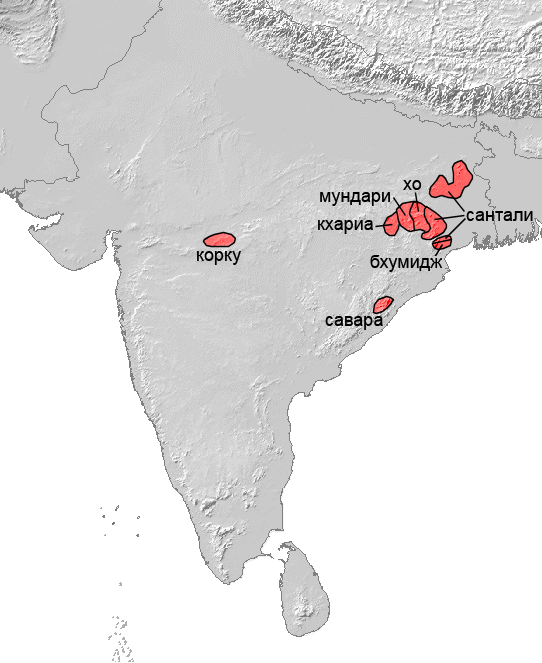
Распространение основных народов мунда

Мунда — группа народов в Центральной и Восточной Индии. Небольшими группами живут также в соседних странах. Общая численность — 9 млн чел. Религии — христианство, индуизм, традиционные верования. Языки мунда относятся к австроазиатской семье.

## Хозяйство
Разные народы находятся на разном уровне развития. У мунда, санталов и хо развито пашенное земледелие, у савара, кхариа и бхумидж — ручное подсечно-огневое. Такие народы, как джуанг и бирхоры недавно перешли к земледелию. Основные культуры — рис, кукуруза, бобовые, овощи. Другие занятия — собирательство, охота, рыболовство, животноводство.
Ремесла — гончарное, обработка дерева, плетение.
В обществе сохраняются родовые пережитки.
Сейчас часть мунда ассимилирована соседними народами, некоторые работают по найму.

## Традиционные культы
Сохраняется вера в духов, почитание предков, богинь-матерей, солнца, и т. д.